# Caspar Helth
Caspar Helth (auch Kaspar Helth, ungarisch Heltai Gáspár; * um 1520 in Heltau ?; † 1574 in Klausenburg) war ein evangelischer Theologe, Schriftsteller, Verleger und bedeutender Vertreter der Reformation in Siebenbürgen. Helth war zunächst lutherisch und wandte sich später der reformierten und schließlich der unitarischen Kirche zu.

## Leben
Caspar Helth stammte vermutlich aus der siebenbürgisch-sächsischen Stadt Heltau in Siebenbürgen. Am 17. Februar 1543 immatrikulierte er sich an der Universität Wittenberg. 1544 wurde Helth zum Stadtpfarrer von Klausenburg gewählt und spielte hier als Vertreter der lutherischen Bewegung und des deutschen Bevölkerungsteiles der Stadt eine bedeutende Rolle in den religiösen und nationalen Auseinandersetzungen, die schließlich eine konfessionelle Abspaltung und das Ausscheiden Klausenburgs aus dem Verband der sächsischen Nation zur Folge hatten. Zugleich betrieb er eine Druckerei und bemühte sich um die Übersetzung theologischer Schriften ins Ungarische. Im Spätsommer 1557 gab er seine Stadtpfarrerstelle an Franz David ab, dem er erst auf dem Wege der schweizer-süddeutschen Calvinisten bzw. Sakramentarier und später zögernd in den Antitrinitarismus und Unitarismus folgte. Als Theologe und Pfarrer trat er allerdings in den folgenden Jahren nicht mehr hervor, stattdessen widmete er sich seinen literarischen Tätigkeiten. Seinen Lebensunterhalt verdiente er sich weiter als Buchdrucker. Er wirkte bei der ungarischen Bibelübersetzung mit, gab 1550 Martin Luthers kleinen Katechismus, eine Agende und einen Psalter heraus und veröffentlichte selbst katechetische und erbauliche Schriften. Diese erscheinen vorrangig in ungarischer Sprache, zum Teil aber auch auf Deutsch. Als Verleger vertrieb er vorrangig Werke theologischen Inhalts und hat maßgeblich an der Entwicklung der ungarischen Kunstprosa mitgewirkt. In seinen Werken lässt sich eine zynische Kritik an der Gesellschaft erkennen, wobei er selbstbewusst die zunehmende Macht des Bürgertums anprangerte. Um 1570 positionierte er sich kritisch gegenüber dem von Elias Gczmidele vertretenden Spiritualismus. In seinen späten Lebensjahren überarbeitete er auch fremde Werke, unter anderen einen Essay von Sebastian Franck.
Um 1570 gab Helth ein Gebetbuch heraus, das in den folgenden Jahren weite Verbreitung fand und als mitwirkend für die Konsolidierung des noch jungen Unitarismus in Klausenburg und Siebenbürgen angesehen werden kann. Das Buch ist im Wesentlichen eine ungarische Übersetzung des damals schon weit verbreiteten deutschsprachigen Gebetbuches des lutherischen Theologen Johann Habermann. Zugleich überarbeitete Helth die Schrift im unitarischen Sinne und passte sie den Umständen in Siebenbürgen an. So wurden Hinweise auf die Dreieinigkeit, die Präexistenz Christi, auf die Geburt durch die Jungfrau Maria und auch auf göttliche Attribute Jesu entfernt. Die Frage nach dem Taufalter ließ er dagegen offen, wahrscheinlich da sich Franz David in jener Zeit schon öffentlich im täuferischen Sinne gegen die Kindertaufe ausgesprochen hatte.